# Jolanta Pierzchała
Jolanta Pierzchała obecnie Kościuk (ur. 13 stycznia 1979) - zawodniczka MKS Lublin, grająca na pozycji bramkarki. W klubie gra z numerem 20. 
Jest wychowanką AZS AWF Poznań. Kluby: MKS Montex Lublin, Bystrzyca Lublin, POL-SKONE Lublin, SPR Lublin. Młodzieżowa reprezentantka Polski.  
SUKCESY: Puchar EHF 2000/2001, Ćwierćfinał Ligi Mistrzyń - 1999/2000, 2001/2002
Mistrzostwo Polski: 1999/2000, 2000/2001, 2001/2002, 2002/2003, 2004/2005, 2005/2006, 2006/2007, 2007/2008, 2008/2009, Wicemistrzostwo Polski 2003/2004,  Puchar Polski 1999/2000, 2000/2001, 2001/2002, 2005/2006, 2006/2007.    